# English cottage garden

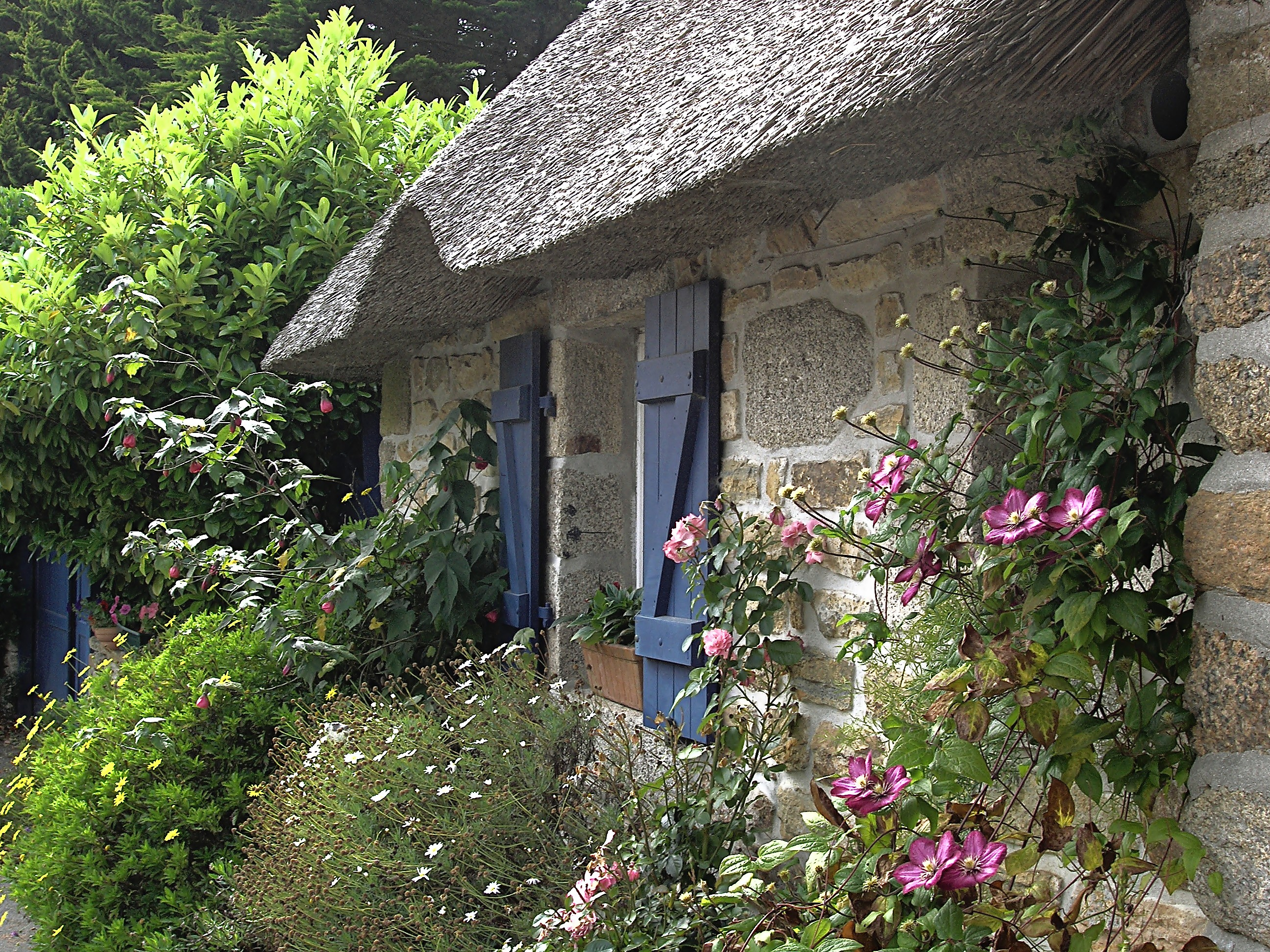
Rosas, clematis, y un tejado de paja en la vivienda: un "cottage garden" en Bretaña.

El English cottage garden o cottage garden (jardín de casa de campo inglesa o también jardín de cabaña inglesa) es un estilo distinto de jardín que utiliza un diseño informal, los materiales tradicionales, plantaciones densas, y una mezcla de plantas ornamentales y comestibles. Inglés en su origen, el jardín de la casa de campo depende de la gracia y el encanto más que de la grandeza y la estructura formal. Jardines acogedores y funcionales relacionados con casas de la clase trabajadora se remontan a varios siglos atrás, pero su reinvención en versiones estilizadas se recrearon en Inglaterra en 1870, en reacción a los jardines formales ingleses más estructurados y mantenidos rigurosamente que utilizaron diseños formales y plantaciones masivas de brillantes plantas anuales de invernaderos.
Los primeros jardines de la casa de campo eran más prácticos que sus descendientes modernos - con un énfasis en las verduras y las hierbas, junto con algunos árboles frutales, tal vez una colmena, e incluso ganado. Las flores se utilizan para rellenar los espacios en el medio. Con el tiempo, las flores se hicieron más dominantes. El jardín de la casa de campo tradicional fue generalmente cerrado, tal vez con una puerta rodeada con un rosal trepador. Flores comunes de jardines a la inglesa temprana incluyen flores de floristería tradicional, como prímulas y violetas, junto con las flores elegidas para el uso doméstico, como caléndula y varias hierbas. Otros eran la antiguas rosas que florecen una vez al año, con ricos aromas, flores simples como margaritas maya, y hierbas de floración. Con el tiempo, incluso los grandes jardines formales tenían secciones que llamaron "cottage gardens". 
Los jardines de la casa de campo actuales tienen innumerables variaciones regionales y personales desde el más tradicional de jardín de cabaña inglesa, y utilizan materiales vegetales, como las gramíneas ornamentales o planta nativas, que no se veían en los jardines rurales de los aldeanos. Las rosas tradicionales, con todo su aroma y exuberante follaje, siguen siendo un pilar fundamental del "cottage garden"- junto con variedades resistentes a las enfermedades modernas que mantienen los atributos tradicionales. Plantas trepadoras informales, tanto los híbridos tradicionales o modernos, son también una planta común de jardín del "english cottage garden". Anuales de auto-siembra y perennes de propagación libre siguen encontrando un lugar en el moderno jardín de la casa de campo, tal como lo hicieron en el jardín del aldeano tradicional.

## Historia

### Orígenes

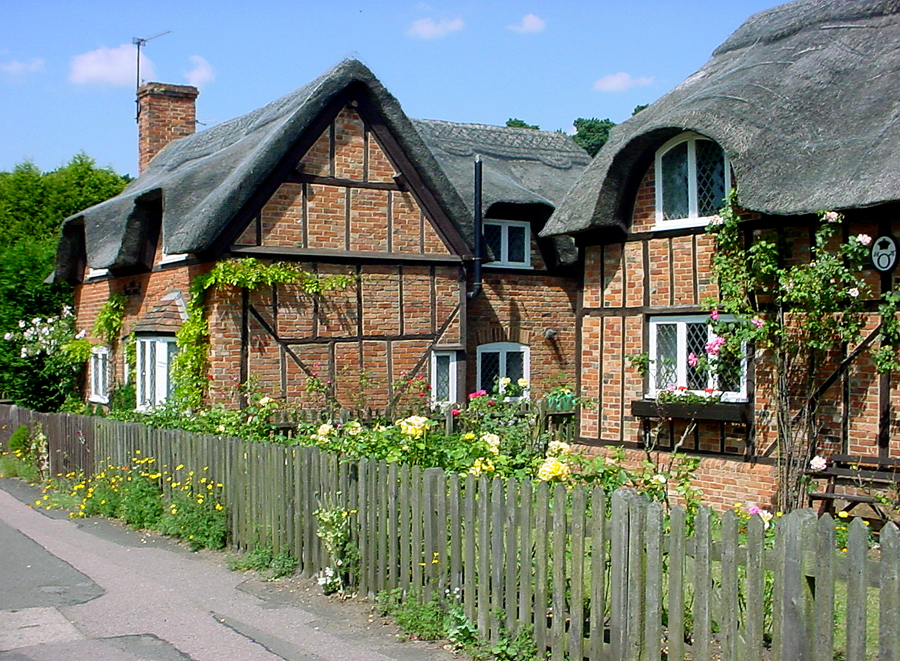
Casas de campo vernaculares con tejados de paja (edificadas entre 1812 a 1816) en Woburn Street, Ampthill, Bedfordshire, rodeadas por un jardín.

Los "Cottage gardens", que surgieron en la época de Isabel I, parecen haberse originado como una fuente local de hierbas y frutas. Una teoría es que surgió de la Peste Negra de la década de 1340, cuando la muerte de muchos trabajadores hizo la tierra disponible para las pequeñas casas con jardines personales. De acuerdo a las leyendas de fines de siglo XIX que cuentan sus orígenes, estos jardines fueron creados originalmente por los trabajadores que vivían en las casas de las aldeas, para proporcionarles alimentos, hierbas para los guisos, y flores plantadas para la decoración. Helen Leach analizó los orígenes históricos del jardín de la cabaña romántica, sometiendo el estilo de jardín para el análisis histórico riguroso, así como el huerto ornamental y el Jardín de Hierbas. Ella llegó a la conclusión de que sus orígenes están menos en los jardines de obreros en el siglo XIX y más en el descubrimiento de las clases ociosas de "plantas resistentes simples", en parte a través de los escritos de John Claudius Loudon. Loudon ayudó a diseñar la finca de Great Tew, Oxfordshire, donde a los trabajadores agrícolas se les proporcionó cabañas de calidad arquitectónica en un jardín de unos pequeños acres donde podrían cultivar alimentos y mantener a los cerdos y los pollos.
Auténticos jardines de hacienda habría incluido una colmena y la ganadería, y con frecuencia un cerdo y la pocilga, junto a un pozo. El aldeano campesino de la época medieval estaba más interesado en la carne que en las flores, y las hierbas se cultivan más para uso medicinal y la cocina, que en lugar de por su belleza. En la época de Isabel I había más prosperidad, y por lo tanto más espacio para cultivar las flores. Incluso las típicamente primeras flores del jardín de cabaña tenían su utilidad práctica, así las violetas se extendieron en el suelo (por su olor agradable y mantener alejados a los bichos), caléndulas y prímulas fueron a la vez atractivas y utilizadas para cocinar. Otros, como clavelinas y malvarrosas se desarrollaron por completo por su belleza.

### Desarrollo
La "naturalidad" del diseño informal empezó a hacerse notar y fue desarrollado por la clase acomodada británica. Alexander Pope fue uno de los precursores de los jardines más informales, llamando en un artículo de 1713 a estos jardines como de la "simplicidad amable de la naturaleza sin adornos". Otros escritores del siglo XVIII que animaron a la creación de jardines de un modo menos formal y más natural, fueron Joseph Addison y Lord Shaftesbury. La evolución de los jardines de la casa de campo se puede seguir en el ensayo The Cottage Gardener (1848–61), editado por George William Johnson, donde el énfasis está acentuado en las "flores de florista", claveles y aurículas en las variedades de fantasía que se cultivaron inicialmente como un hobby altamente competitivo de las clases medias y altas.

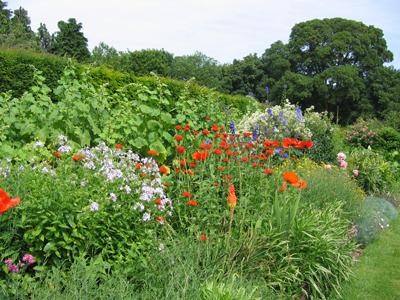
Una bordura de plantas de Gertrude Jekyll restaurada según su esquema original en Manor House, Upton Grey, Hampshire.

William Robinson y Gertrude Jekyll ayudaron a popularizar jardines menos formales en sus numerosos libros y artículos de revistas. La obra de Robinson The Wild Garden (El jardín silvestre), publicado en 1870, contiene en la primera edición un ensayo sobre "The Garden of British Wild Flowers" (El jardín de las flores silvestres británicas), que fue eliminado de ediciones posteriores. En su The English Flower Garden, ilustrado con jardines de casas de campo de Somerset, Kent y Surrey, Robinson comentó: "Una de las lecciones de estos pequeños jardines, que son tan bonitos, es que se pueden obtener buenos efectos a partir de materiales simples." Desde la década de 1890 su amiga de toda la vida Jekyll aplica los principios de jardín de las cabañas a los diseños más estructurados en las casas, incluso en las bastante grandes haciendas, su Colour in the Flower Garden (Color en el jardín de flores) (1908) se encuentra todavía en impresión actualmente.
Robinson y Jekyll formaban parte del Arts and Crafts Movement, un movimiento más amplio en el arte, la arquitectura y la artesanía en el siglo XIX que abogaba por un retorno al estilo de plantación informal derivado tanto de la tradición romántica como del actual "English cottage garden". Las exposiciones de "Arts and Crafts" de 1888 se inició un movimiento hacia un estilo idealizado de jardín natural de las casas de campo. Los diseños de jardines de Robinson y Jekyll frecuentemente se asociaron con las casas con estilo "Arts and Crafts". Ambos fueron influenciados por William Morris, uno de los líderes del movimiento "Arts and Crafts" Robinson condenó el citado punto de vista de Morris de los lechos de cultivo alfombra; Jekyll compartía el punto de vista místico de la naturaleza de Morris y se basó en los diseños florales en sus textiles por su estilo de jardinería. Cuando Morris construyó su "Red House", en Kent, influyó en las nuevas ideas en la arquitectura y la jardinería a la "vieja usanza" pronto se convirtió en un accesorio de moda entre la clase artística media británica, y la estética del jardín de la cabaña comenzó a emigrar a los Estados Unidos.

### Actualmente

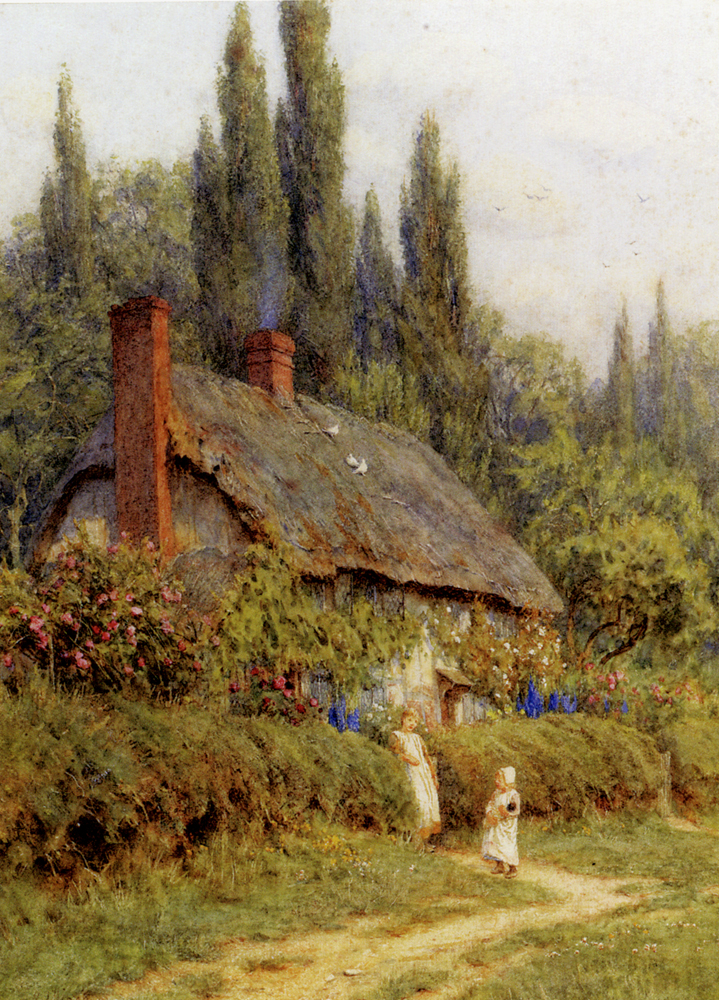
Acuarela de Helen Allingham mostrando un "cottage garden" en West Horsley, Surrey.

Acomienzos del siglo XX el término "cottage garden" podría aplicarse incluso a un jardín tan grande y sofisticado como Hidcote Manor, el cual Vita Sackville-West describe como "a cottage garden on the most glorified scale" pero donde las armonías de color fueron cuidadosamente ideadas y controladas, como en el famoso "Red Borders" (borduras rojas). Sackville-West había tenido modelos similares para su propio "jardín a la inglesa", una de los muchos "espacios de jardín" en el Sissinghurst Castle, su idea de un "cottage garden" era un lugar donde "las plantas crecen en un revoltijo, arbustos con flores mezcladas con las rosas, plantas herbáceas con otras con bulbo, las trepadoras escalando por setos, plantas que surgen allí donde han optado por sembrarse ellas mismas". Los "cottage garden" ideales también fueron promocionados por artistas acuarelistas tales como Helen Allingham (1848–1926). Otra influencia fue Margery Fish (1892–1969), cuyo jardín sobrevive en East Lambrook Manor.
El jardín de la cabaña en Francia tiene un desarrollo a principios del siglo XX. El jardín de Monet en Giverny es un prominente ejemplo, un extenso jardín lleno de variadas plantaciones, colores ricos, y jardines de agua. En los tiempos modernos, el término "cottage gaden" (jardín de la cabaña) se utiliza para describir cualquier tipo de estilos de jardines informales, mediante el diseño y cultivo de plantas muy diferentes a las cultivadas en las originales casas de campo inglesas y sus jardín tradicionales. Los ejemplos incluyen las variaciones regionales que utilizan un sistema de praderas de hierba (en el medio oeste americano) y jardines de casa de campo de chaparral en California.

## Diseño

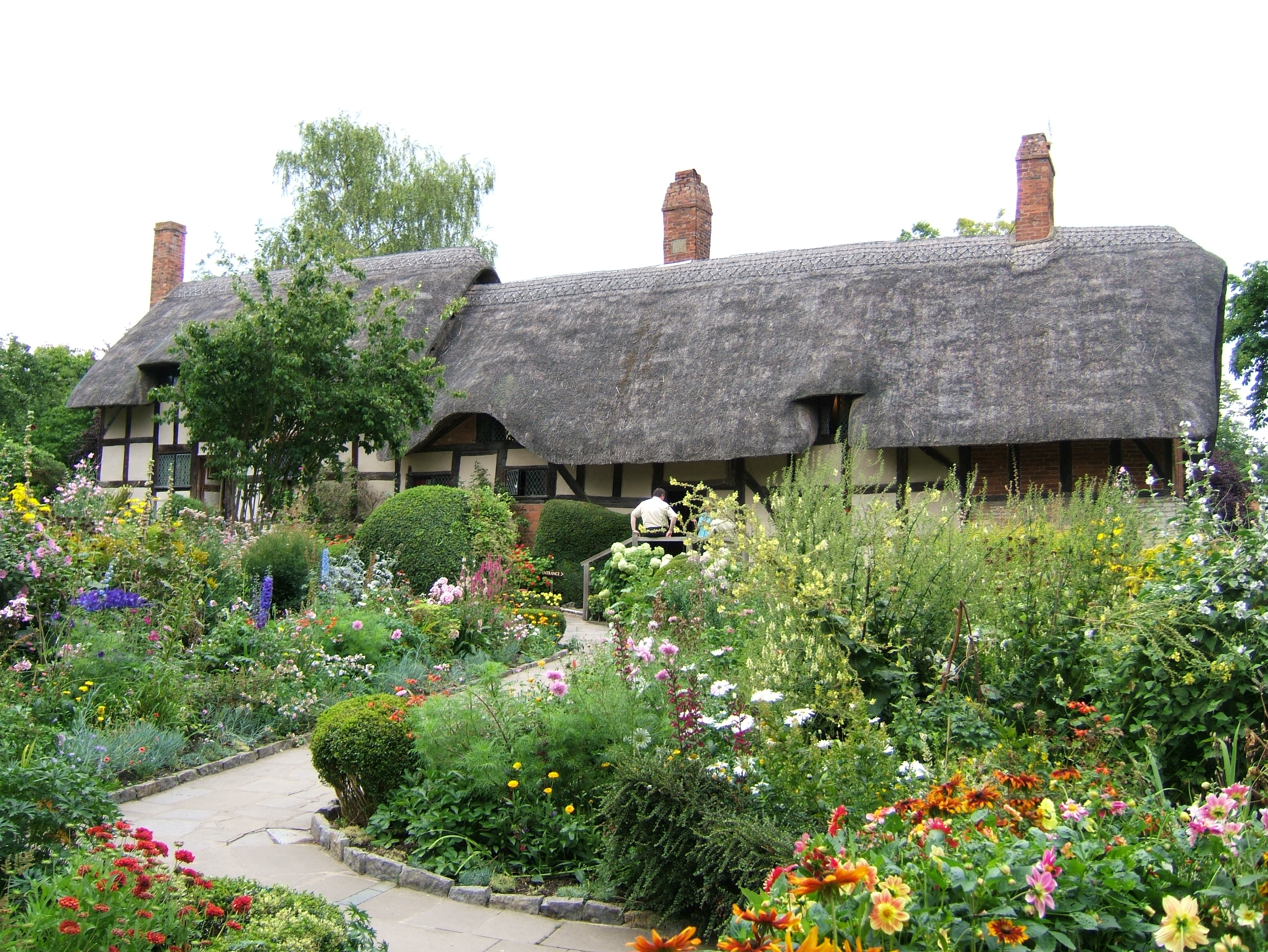
Cabaña y jardines estilo "cottage garden" de Anne Hathaway en Stratford-upon-Avon, Warwickshire, United Kingdom.

Mientras que el clásico jardín de la cabaña está construido en torno a una cabaña, muchos jardines de estilo cabaña se crean alrededor de las casas e incluso casas señoriales como Hidcote Manor, con su más íntimos "espacios de jardín". El diseño del "cottage garden" se basa más en principios que en fórmulas: tiene un aspecto informal, con frecuencia con una mezcla aparentemente casual de flores, hierbas y verduras, todo en un área pequeña. A pesar de su apariencia, "english cottage garden" tienen un diseño y una formalidad que ayudan a darles su gracia y encanto. Debido a limitaciones de espacio, a menudo se encuentran en pequeñas parcelas rectangulares, con funciones prácticas como caminos, vallas o cercas. Las plantas, el diseño y los materiales se eligen para dar la impresión de naturalidad y una sensación rural de campo. Los "cottage gardens" modernos frecuentemente usan flores y materiales locales, en lugar de los del jardín de la cabaña inglesa tradicional. Lo que comparten con la tradición es el aspecto no estudiado, el uso de cada centímetro cuadrado, y una gran variedad de flores, hierbas y verduras.
El jardín de la cabaña está diseñado para parecer ingenuo, en lugar de artificial o pretencioso. En lugar de curvas artísticas, o gran geometría, existe una irregularidad ingeniosamente diseñada. Las borduras de plantas pueden ir directamente a la casa, el césped se reemplazan con matas de hierba o de flores, y los lechos de cultivo pueden ser tan amplios como sea necesario. En lugar de la disciplina de los esquemas de color de gran escala, es la simplicidad de armoniosas combinaciones de color entre plantas vecinas. El aspecto general puede ser de "una huerta que ha sido tomada por las flores." El método de la plantación de plantas apretadas tenía que reducir la cantidad de desbroce y la necesidad de riego, pero las plantaciones en caminos de piedra o caminos de césped y el recortede los setos cubiertos de vides caprichosas, son funciones que requieren de mantenimiento bien programado en el jardín de la cabaña .

### Materiales
Caminos, pérgolas, vallas y el uso de materiales tradicionales que buscan semejar antiguo. Cercas de madera y puertas, caminos cubiertos de ladrillos o de piedra de fabricación local, y pérgolas con materiales naturales, todos dan una sensación de ver y sentir más informal al jardín de la cabaña. Ollas, adornos y muebles también utilizan materiales de aspecto natural con acabados tradicionales, todo es elegido para dar la impresión de un jardín antiguo de campo.

## Plantas
Las plantas del jardín de la cabaña son elegidas por su antigua apelación e informal. Muchos jardineros de hoy en día usan reliquias o variedades de plantas 'pasadas de moda' y a pesar de que éstas no pueden haber sido las plantas del jardín de cabaña auténticas o tradicionales. Además, hay variedades modernas de flores que encajan en el aspecto de jardín de la cabaña. Por ejemplo, las rosas modernas desarrolladas por David Austin han sido elegidas para "english cottage gardens" por su aspecto anticuado (formas multi-pétalos y flores en forma de roseta) combinadas con fragancia junto con virtudes modernas de diversas resistencias, repetidas floraciones, y la resistencia a las enfermedades. Los jardines de cabaña modernos a menudo usan plantas nativas y aquellas adaptadas al clima local, en lugar de tratar de forzar el cultivo de las plantas inglesas tradicionales en un ambiente incompatible, aunque muchos de las viejas favoritas plantas prosperan en jardines a la inglesa en todo el mundo.

### Rosas

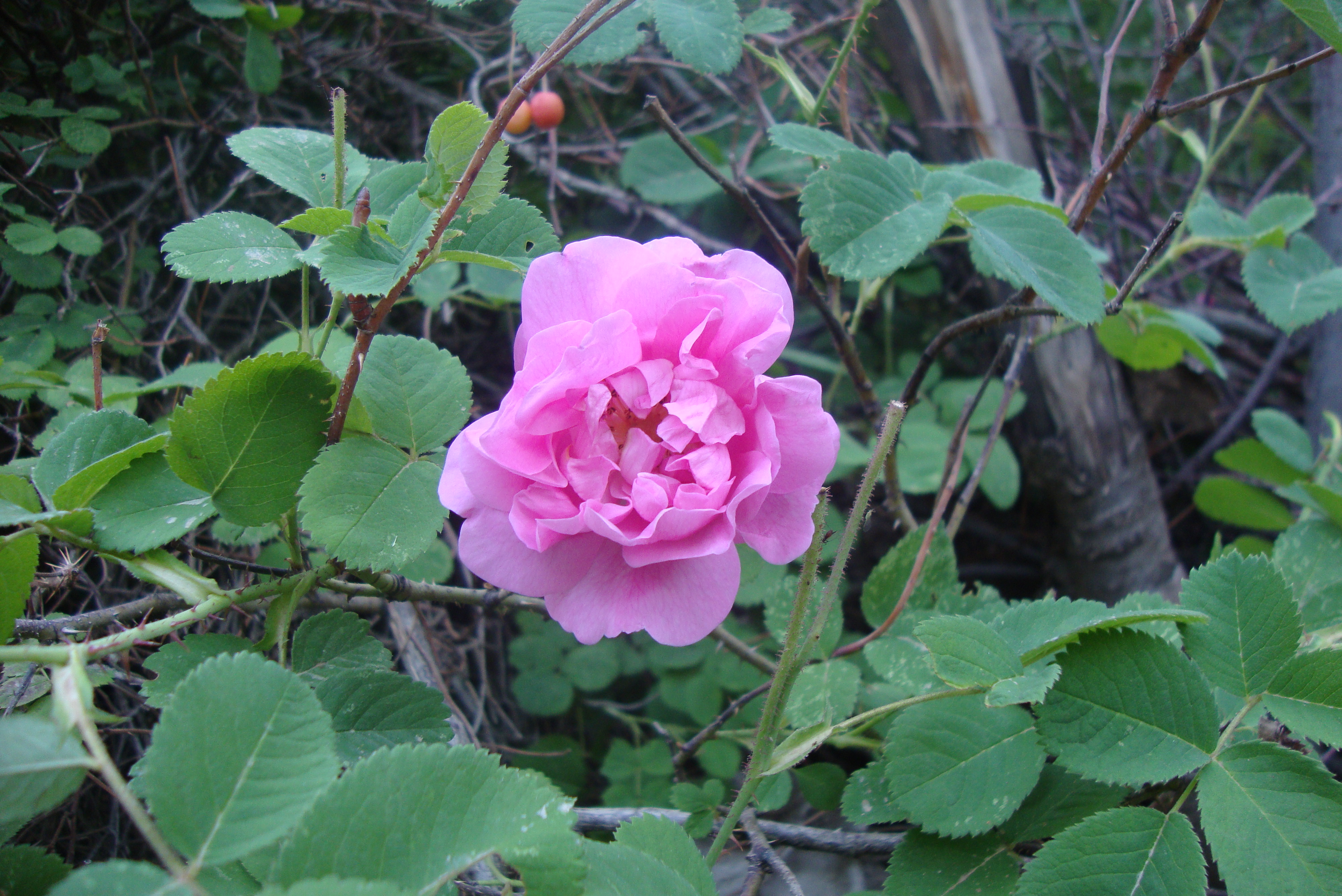
La rosa damascena, típica en los "cottage gardens".

Los jardines de la cabaña inglesa siempre se asocian con las rosas: rosas en arbustos, rosas trepadoras que escalan muros y vallas, y las viejos rosales silvestres de jardín con un follaje exuberante, en contraste con las modernas y desgarbadas rosas de té híbridas. Las rosas del viejo jardín de la cabaña incluyen formas cultivadas de Rosa gallica, que forman densos arbustos en montículo de 3 a 4 pies de alto y ancho, con rosas pálidas a púrpura y de floraciones de flor simple a dobles. También son muy fragantes, e incluyen la antigua rosa del boticario (R. gallica 'Officinalis'), cuyas flores magenta se conservaron únicamente por su fragancia. Otra antigua rosa fragante del jardín de la cabaña es la rosa damascena, que todavía se cultiva en Europa para uso en perfumes. Las formas cultivadas de este crecen de 4 a 6 pies o más, con tallos arqueando ligeramente que ayudan a dar un aspecto informal a un jardín. Incluso más alto generalmente son las rosas Alba, que no siempre son de color blanco, y que florecen bien incluso en la sombra parcial.
La rosa de Provenza ó Rosa centifolia es la plena y gruesa "rosa berza" que se hizo famosa por los maestros holandeses en sus pinturas del siglo XVII. Estos arbustos de rosas muy fragantes crecen 5 pies de alto y de ancho, con un hábito flexible que ayuda a la formación de un arco o pilar. Las rosas centifolia han producido muchos descendientes que también son favoritos para el jardín de la cabaña, incluyendo variedades de rosas "musgo" (rosas con un crecimiento atractivo "musgo" en los tallos de las flores y capullos de las flores). A diferencia de la mayoría de los híbridos modernos, las rosas florecen mayormente en los tallos del año anterior, por lo que no se podan fuertemente cada año. Además, ya que no florecen continuamente, pueden compartir sus ramas entre los escaladores de floración más tardía como las parras de Clematis, que utilizan las ramas de los rosales para su apoyo. Una rosa en el jardín de la cabaña no se segrega con otras rosas, con la tierra desnuda o mantillo debajo, pero se mezcla de forma casual con otras flores, enredaderas y cubierta vegetal.
Con la introducción de las rosas de China (derivadas de la Rosa chinensis) a finales del siglo XVIII, se introdujeron muchos híbridos que tenían la propiedad de la naturaleza de las rosas de China de refloración, pero mantuvo la vieja forma y flor color de rosa informal. Estos incluyeron a la "rosa Bourbon" y a la "rosa Noisette", que se añadieron al repertorio de rosas del jardín de la cabaña, y, más recientemente, rosas híbridas "English" introducidas por David Austin.

### Plantas trepadoras

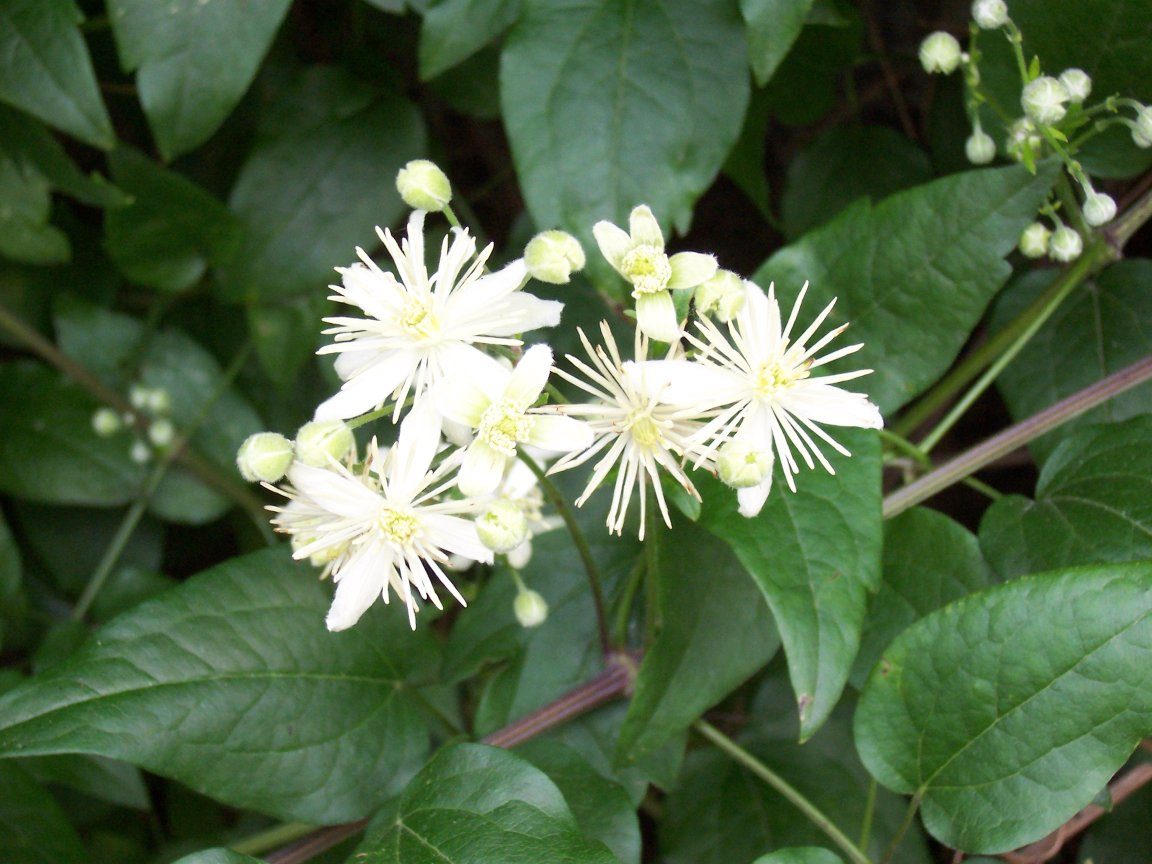
Flores de Clematis vitalba

Muchas de las viejas rosas tenían variedades que crecían cañas muy largas, que podrían estar vinculados a la espaldera o contra las paredes. Estas variedades más antiguas son llamadas "excursionistas", en lugar de "escaladores". Las plantas trepadoras en el jardín de la cabaña tradicional incluyen a la madreselva Europea (Lonicera periclymenum) y a la alegría del viajero]] (Clematis vitalba). El moderno jardín de la cabaña incluye muchas Clematis híbridas que tienen escaso follaje que les permite crecer a través de las rosas y los árboles, y a lo largo de las cercas y pérgolas. También hay muchas especies de Clematis utilizadas en el moderno jardín de la cabaña, incluyendo Clematis armandii, Clematis chrysocoma, y Clematis flammula. Madreselvas populares para jardines a la inglesa incluyen la madreselva japonesa (Lonicera japonica) y Lonicera tragophylla.

### Plantas desetos
En el jardín de la cabaña tradicional, las plantas arbustivas se utilizaron como vallas en el perímetro para mantener alejados a saqueadores de ganado y por la privacidad, junto con otros usos prácticos. Las hojas del Crataegus monogyna se utilizan para hacer un delicioso aperitivo o un té, mientras que las flores se utilizan para hacer vino. El rápido crecimiento saúco, además de la creación de un seto permanente, se utilizan las bayas como alimento o para hacer un vino, y con las flores que son fritas en pasta o se hacen en lociones y ungüentos. La madera tiene muchos usos, incluyendo juguetes, estacas, pinchos, y cañas de pescar. El acebo era otra planta de seto, útil, ya que se extendió rápidamente y de forma espontánea. El ligusto fue también un seto cada vez más cómodo y rápido. Con el tiempo, las plantas ornamentales más o menos utilitarias convirtieron los setos de jardín de la cabaña en populares, incluyendo plantas de la familia del laurel, lilas, arbustos de bayas de cera, Chaenomeles japonica, y otros.

### Flores y hierbas

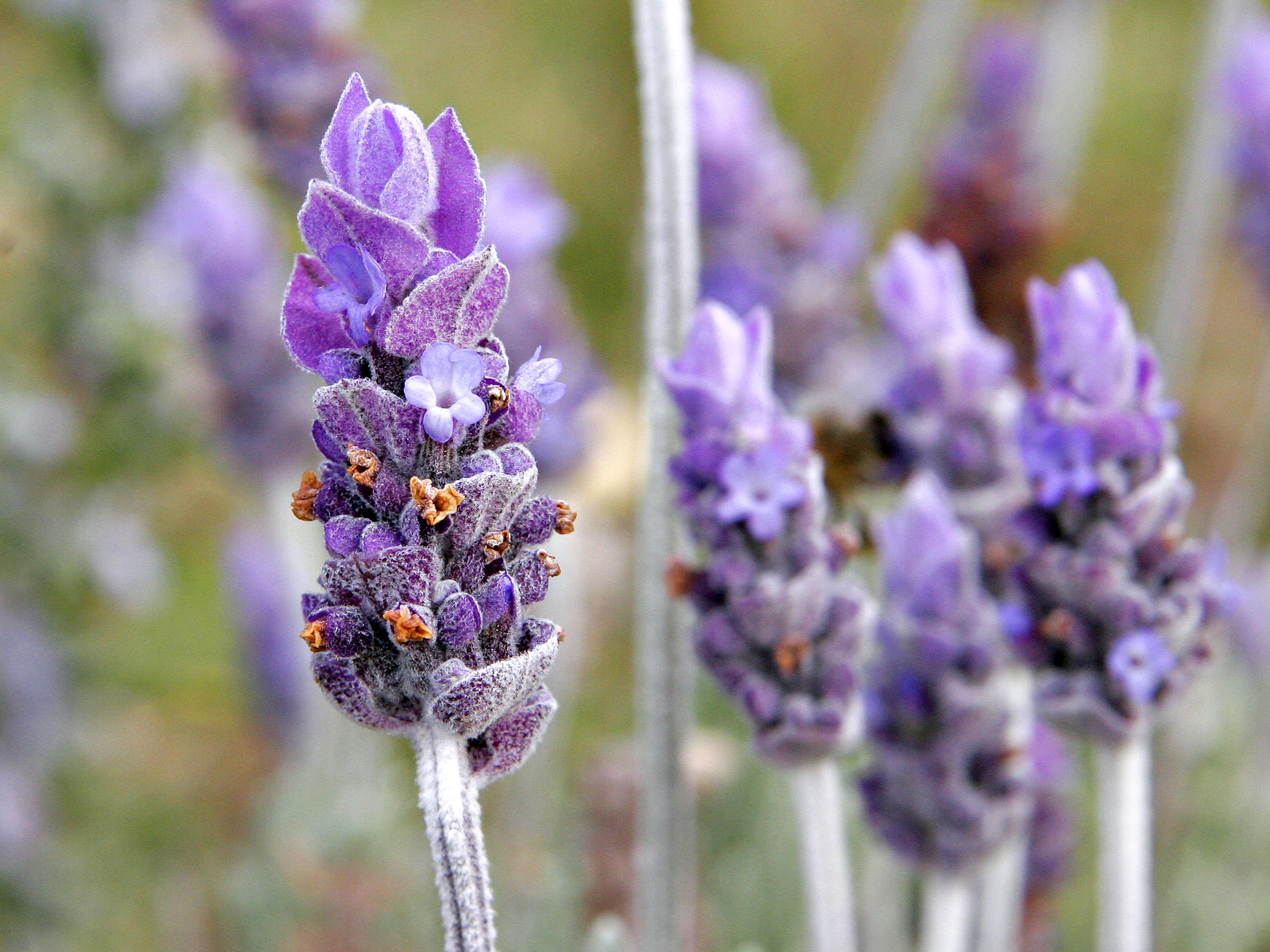
Flores de lavandas

Las flores populares del jardín de la cabaña tradicional incluyen flores de floristería que se cultivan por los entusiastas, tales como las violetas, rosas, y primaveras— aquellas cultivadas con un propósito más práctico. Por ejemplo, la caléndula, que se cultiva hoy en día casi en su totalidad por sus flores de color naranja brillante, se valoró principalmente para comer, para añadir color a la mantequilla y al queso, para agregar suavidad a las sopas y guisos, y para todo tipo de preparados y ungüentos curativos. Como muchos antiguos "cottage garden" las plantas anuales, y las hierbas, se dejaron libremente y se auto-sembraron, por lo que es más fácil de cultivar y compartir. Otras plantas anuales populares del jardín de la cabaña incluyen violetas, pensamientos, Matthiola y reseda.
Las plantas perennes fueron el grupo más grande cultivado en el jardín de la cabaña tradicional—los que tienen un largo historial de cultivo en el jardín incluyen malvas, claveles, clavellinas, margaritas, caléndulas, lirios, peonías, tulipanes, crocus, mayas, dedalera, acónitos, lavandas , campanillas, sello de Salomón, onagra, lirio de los valles, prímulas, labios de vaca, y muchas variedades de rosas.
Actualmente se cree normalmente que el uso de las hierbas es como plantas culinarias, pero en el jardín de la cabaña tradicional se consideraron todas las plantas con usos domésticos. Las hierbas se utilizan para la medicina, artículos de tocador y productos de limpieza. Hierbas aromáticas se extienden en el suelo junto con juncos para cubrir los olores. Algunas hierbas se utilizaron para el teñido de telas. Entre las hierbas tradicionales del jardín de la cabaña se incluyen salvia, tomillo, melisa, ajenjo, nepeta, tanacetos, pulmonaria, saponaria, hisopo, aspérula, y lavanda.

### Frutales
Las frutas en el jardín de la cabaña tradicional habría incluido manzanas y peras, para la sidra y la perada grosellas y frambuesas. El moderno jardín de la cabaña incluye muchas variedades de frutas ornamentales y árboles de nueces, como manzanos silvestres ornamentales y avellanos, junto con los árboles no tradicionales como cornejo.